# (36945) 2000 SM256
2000 SM256 (asteroide 36945) é um asteroide da cintura principal. Possui uma excentricidade de 0.08213890 e uma inclinação de 6.57095º.
Este asteroide foi descoberto no dia 24 de setembro de 2000 por LINEAR em Socorro.